# Juttaporn Krasaeyan
Juttaporn Krasaeyan, nata con il nome cinese Wu Xianchun (in thai: จุฑาภรณ์ กระแสญาณ; 13 febbraio 1972), è un'ex pesista e discobola cinese naturalizzata thailandese.

## Biografia
Krasaeyan nasce in Cina per cui gareggia con il nome di Wu Xianchun all'Universiade di Fukuoka 1995, dove vince una medaglia d'oro. Dal 1997 decide di rappresentare la Thailandia nelle maggiori competizioni regionali, continentali e mondiali, che la porteranno a partecipare ai Giochi olimpici di Atene 2004.

## Palmarès
| Anno                               | Manifestazione              | Sede         | Evento           | Risultato | Prestazione | Note |
| ---------------------------------- | --------------------------- | ------------ | ---------------- | --------- | ----------- | ---- |
| In rappresentanza della Cina       |                             |              |                  |           |             |      |
| 1995                               | Universiadi                 | Fukuoka      | Getto del peso   | Oro       | 18,31 m     |      |
| In rappresentanza della Thailandia |                             |              |                  |           |             |      |
| 1997                               | Giochi del Sud-est asiatico | Giacarta     | Getto del peso   | Oro       | 17,25 m     |      |
| 1998                               | Giochi asiatici             | Bangkok      | Getto del peso   | Bronzo    | 18,24 m     |      |
| 1999                               | Giochi del Sud-est asiatico | B.S.Begawan  | Getto del peso   | Oro       | 17,85 m     |      |
| 1999                               | Giochi del Sud-est asiatico | B.S.Begawan  | Lancio del disco | Oro       | 51,48 m     |      |
| 1999                               | Mondiali                    | Siviglia     | Getto del peso   | 21ª (q)   | 17,39 m     |      |
| 2001                               | Giochi del Sud-est asiatico | Kuala Lumpur | Getto del peso   | Oro       | 17,24 m     |      |
| 2001                               | Giochi del Sud-est asiatico | Kuala Lumpur | Lancio del disco | Oro       | 48,08 m     |      |
| 2002                               | Campionati asiatici         | Colombo      | Getto del peso   | Oro       | 18,05 m     |      |
| 2002                               | Giochi asiatici             | Pusan        | Getto del peso   | Bronzo    | 17,53 m     |      |
| 2003                               | Campionati asiatici         | Manila       | Getto del peso   | 5ª        | 17,52 m     |      |
| 2003                               | Giochi afro-asiatici        | Hyderabad    | Getto del peso   | Bronzo    | 16,63 m     |      |
| 2003                               | Giochi del Sud-est asiatico | Hanoi        | Getto del peso   | Bronzo    | 15,41 m     |      |
| 2003                               | Giochi del Sud-est asiatico | Hanoi        | Lancio del disco | Bronzo    | 48,81 m     |      |
| 2004                               | Giochi olimpici             | Atene        | Getto del peso   | 25ª (q)   | 16,49 m     |      |
| 2005                               | Giochi asiatici indoor      | Bangkok      | Getto del peso   | Bronzo    | 15,52 m     |      |
| 2005                               | Giochi del Sud-est asiatico | Manila       | Getto del peso   | Bronzo    | 14,15 m     |      |
| 2005                               | Giochi del Sud-est asiatico | Manila       | Lancio del disco | Argento   | 48,93 m     |      |
| 2006                               | Campionati asiatici indoor  | Pattaya      | Getto del peso   | Argento   | 15,34 m     |      |
| 2007                               | Campionati asiatici         | Amman        | Getto del peso   | 5ª        | 15,27 m     |      |
| 2007                               | Campionati asiatici         | Amman        | Lancio del disco | 6ª        | 49,79 m     |      |
| 2007                               | Giochi asiatici indoor      | Macao        | Getto del peso   | Argento   | 15,69 m     |      |
| 2007                               | Giochi del Sud-est asiatico | Korat        | Getto del peso   | Argento   | 16,06 m     |      |
| 2007                               | Giochi del Sud-est asiatico | Korat        | Lancio del disco | Argento   | 49,46 m     |      |
| 2008                               | Campionati asiatici indoor  | Doha         | Getto del peso   | Bronzo    | 14,73 m     |      |
| 2009                               | Campionati asiatici         | Canton       | Getto del peso   | 6ª        | 16,02 m     |      |
| 2009                               | Campionati asiatici         | Canton       | Lancio del disco | 7ª        | 48,37 m     |      |
| 2009                               | Giochi asiatici indoor      | Hanoi        | Getto del peso   | Argento   | 16,12 m     |      |
| 2009                               | Giochi del Sud-est asiatico | Vientiane    | Getto del peso   | Argento   | 15,77 m     |      |
| 2009                               | Giochi del Sud-est asiatico | Vientiane    | Lancio del disco | Bronzo    | 49,12 m     |      |
| 2011                               | Giochi del Sud-est asiatico | Palembang    | Getto del peso   | Bronzo    | 14,37 m     |      |
| 2011                               | Giochi del Sud-est asiatico | Palembang    | Lancio del disco | 5ª        | 44,67 m     |      |
| 2013                               | Giochi del Sud-est asiatico | Naypyidaw    | Getto del peso   | 4ª        | 12,54 m     |      |